# Chagrin d'amour (Buffy)
Pour les articles homonymes, voir Chagrin d'amour.
Chagrin d'amour est le 15e épisode de la saison 5 de la série télévisée Buffy contre les vampires.

## Résumé
Buffy s'entraîne avec Alex, devenu un défouloir. Elle se demande si elle ne devrait pas changer pour rencontrer quelqu'un, mais son ami l'incite à rester elle-même. Touchée, Buffy prend Alex dans ses bras. Il y a une nouvelle venue à Sunnydale, April. Elle sonne à toutes les portes, et demande à tout le monde s'ils ne connaissent pas un dénommé Warren. Buffy est à une fête et commence à flirter avec Ben quand April arrive. Elle demande à Spike, qui était venu parler à Buffy, s'il connaît un dénommé Warren. Il lui souffle quelque chose à l'oreille qui lui déplaît et elle le lance par la fenêtre. Buffy cherche à discuter avec April mais elle se fait également projeter en l'air.
En enquêtant, Buffy découvre qu'April est un robot que Warren a fabriqué. Willow trouve l'adresse de Warren et Buffy s'y rend, arrivant au moment où celui-ci allait quitter les lieux avec sa nouvelle petite amie, Katrina. Buffy et Warren commencent à discuter d'April alors que Katrina, furieuse que Warren lui cache des choses, sort de la maison. Warren explique à Buffy qu'il a fabriqué April pour avoir une petite amie mais qu'il s'en est lassé quand il a rencontré Katrina et que ses batteries devraient bientôt se décharger. Pendant ce temps, April rencontre Katrina et, après que le ton soit rapidement monté entre elles, elle la rend inconsciente. Buffy et Warren arrivent sur ces entre-faits et Warren dit à April qu'il aime Katrina en montrant cette dernière du doigt. Mais comme Buffy se trouve juste à côté d'elle, April croit que c'est Buffy que Warren désigne, et elle s'attaque donc à la tueuse. Néanmoins, après une bagarre acharnée, la batterie d'April finit par faiblir. 
Buffy reste avec April pendant que celle-ci s'éteint lentement et elle réalise qu'elle n'a pas besoin d'un nouveau petit ami. Elle annule donc son rendez-vous avec Ben. Plus tard, Spike va trouver Warren et lui demande de faire un robot à l'image de Buffy pour lui. Buffy rentre chez elle et cherche sa mère qu'elle trouve inanimée sur le canapé.

## Production
Le rôle du robot April devait à l'origine être tenu par Britney Spears, amie de Sarah Michelle Gellar, mais celle-ci a finalement du y renoncer en raison de son emploi du temps trop chargé. Le scénario de l'épisode tel qu'il a été écrit s'achève par la scène où Spike demande à Warren de lui construire un robot, la scène où Buffy rentre chez elle ayant été ajoutée comme teaser de l'épisode suivant.